# Marienkapelle (Forchheim)

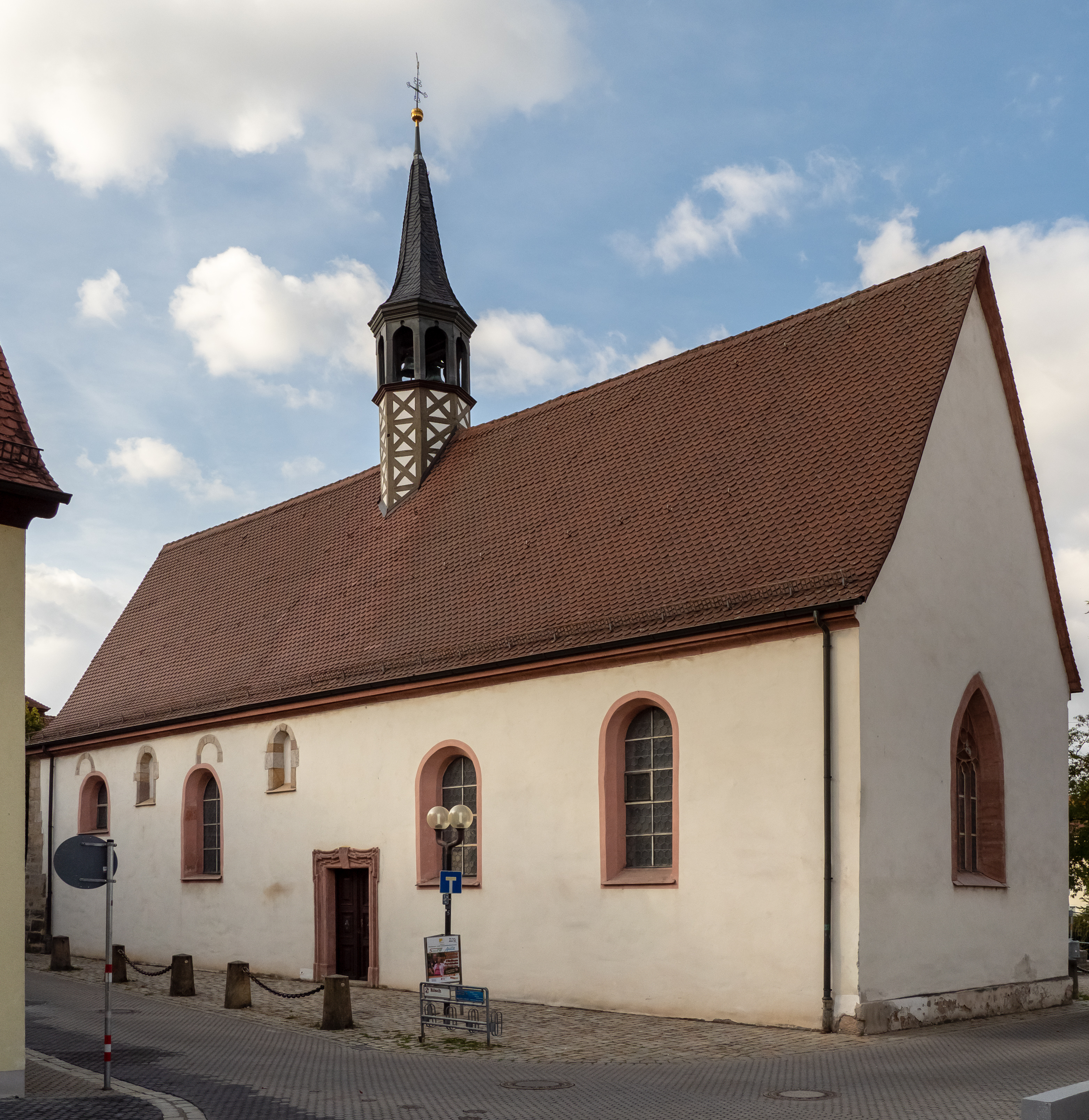
Marienkapelle (Forchheim)

Die römisch-katholische Marienkapelle ist ein denkmalgeschütztes Kirchengebäude in Forchheim im Landkreis Forchheim (Oberfranken, Bayern). Das Bauwerk ist unter der Denkmalnummer D-4-74-126-154 als Baudenkmal in der Bayerischen Denkmalliste eingetragen. Die Kirche gehört zur Pfarrei St. Martin im Seelsorgebereich Forchheim im Dekanat Forchheim des Erzbistums Bamberg.

## Beschreibung
Die Kapelle, die Otto von Bamberg um 1120 errichten ließ, wurde im 14. Jahrhundert umgebaut. Danach wurde sie als Pfalzkapelle benutzt. Aus dem Satteldach des Kirchenschiffs, das mit einem flach geschlossenen Chor abschließt, erhebt sich seit 1591 ein achteckiger offener Dachreiter mit einem schiefergedeckten spitzen Helm. In ihm hängen zwei Glocken. Zur Kirchenausstattung gehört der 1757 von Johann Bernhard Kamm gebaute Altar mit Tabernakel, der im 19. Jahrhundert verändert wurde. Die Kanzel wurde um 1720 von Leonhard Gollwitzer geschaffen.